# Don't Cry for Me Argentina
«Don't Cry for Me Argentina» (укр. Не плач за мною, Аргентино!) — лірична пісня композитора Ендрю Ллойд Веббера та поета Тіма Райса. Головна тема з мюзиклу Евіта.
Перша виконавиця — Джулі Ковінгтон, яка заспівала пісню за два роки до прем'єри мюзиклу. Композиція увійшла до музичного альбому, який було випущено 11 грудня 1976 року.
Виконавиця пісні з мюзиклу «Евіта» — відома акторка та співачка Елейн Пейдж.
Найбільшої популярності пісня здобула у виконанні Мадонни, коли у 1996 році вийшла кіноверсія мюзиклу, де там вона зіграла головну роль. У 1997 році була видана окремим синглом. Пісня досягла високої позиції у чартах Франції, Іспанії, США, Великої Британії та інших країнах.